# 危険負担
危険負担（きけんふたん）とは、売買などの双務契約において、自己の責めに帰すべき事由によらずに債務が履行できなくなり債務を免れた当事者（債務者）が、相手方（債権者）に対して反対給付を行うよう請求することの可否に関する問題。双務契約の存続上の牽連関係（けんれんかんけい）の問題である。

## 概説
危険負担がどのような場合に問題になるのか、2つの事例に沿って見ていく。
1. 歌手であるAはBが主催するイベントに100万円で出演する契約を結んだ。このときAはBに対してイベントに出演するという債務を負っており、BはAに対して100万円の代金支払債務を負っている。ところがイベント当日になって台風でステージが倒壊し、イベントを行うことができなくなってしまった。
2. AはBに軽井沢の別荘を3000万円で売却する契約を結んだ。このときAはBに対して別荘の引渡債務を負っており、BはAに対して3000万円の代金支払債務を負っている。ところが、別荘の鍵を渡して登記を移転する（つまり別荘を引き渡す）日の前日、落雷による火事でこの別荘が全焼してしまった。

どちらの場合においてもABの間には双務契約があり、AのBに対する債務が債務者Aの与り知らない理由で履行することが不可能となってしまっている。債務の履行が不可能であるから債務は消滅することになる。しかし消滅した債務と対価関係にあった債務はどうなるのか、という問題が残る。これをどう処理するのかが危険負担の問題である。
ある債務が消滅することによって生じる結果のリスク（危険）について、その債務の債務者が危険を負担することを債務者主義、債権者が履行不能の危険を負担することを債権者主義といった。上記のような危険（リスク）は、ローマ法以来"casum sentit dominus"（所有者が危険を負担する）などの法格言により認められてきた原則でローマ法では買主が危険を負担する債権者主義がとられていた。

### 大陸法
危険負担制度は、古代ローマ法に由来する制度であるが、ローマ法の危険負担制度にはもともと買主危険負担主義（periculumemptoris）と賃借人、請負人、被用者危険負担主義（periculumconductoris）があり、買主危険負担主義が他の行為類型にも拡大されていった。
売買におけるローマ法の買主危険負担主義はどのように生成されたものか必ずしもはっきりしないが、フランスや日本の民法は買主危険負担主義に従った。しかし、ローマ法の危険負担原理は現代の取引には適合的でないとされ、売買契約のような商品交換型契約では国際物品売買契約に関する国際連合条約（ウィーン売買条約、CISG）のような引渡主義（原則として買主が物品を受け取ったとき等に危険は買主に移転する）を採用すべきといわれている。これに対して売買以外の双務契約の危険負担は、ローマ法の請負などの債務者主義が一般化・抽象化されて形成された。
日本の民法改正の議論では廃止も含めて危険負担制度を維持するか検討され、2017年の改正民法では534条と535条を削除し、536条も権利の消滅の問題とするのではなく債権者に反対給付の履行拒絶権を認める形に変更された（2020年4月1日施行）。

### 英米法
英米法では伝統的に買主（所有者）危険負担主義がとられていた。しかし、アメリカの統一商事法典は買主（所有者）危険負担主義ではなく引き渡し時に危険が移転する引渡時危険移転主義を採用している。

## 日本の民法における危険負担
日本の現行民法では債権者の反対給付の履行拒絶権によって処理を図っている。2017年の改正前の民法では危険負担は反対債務が消滅するか否かの問題として扱われていたが、2017年の改正民法では権利の消滅の問題とするのではなく債権者に反対給付の履行拒絶権を認める形に変更された（2020年4月1日施行）。

### 現行法
危険負担の規定は任意規定であり特約をすることもできるが、当事者間に合意がない場合は民法に定める危険負担の分配による。
- 当事者双方の責めに帰することができない事由による履行不能 - 債権者に履行拒絶権が認められる（民法536条1項）[9]
- 債権者の責めに帰すべき事由による履行不能 - 債務者は債権者に反対給付を履行するよう請求できる（民法536条2項）[9]
- 債務者の責めに帰すべき事由による履行不能 - 危険負担ではなく債務不履行の問題となる。

#### 当事者双方に帰責事由がない場合
当事者双方の責めに帰することができない事由によって債務を履行することができなくなったときは、債権者に履行拒絶権が認められ、債権者は、反対給付の履行を拒むことができる（民法536条1項）。
債務は当然には消滅せず、債権者が自己の債務を消滅させるには契約を解除する必要がある（民法542条）。さらに売買の特別規定として、売買の目的として特定された目的物が、引渡し以前に当事者双方の責めに帰することができない事由によって滅失し、又は損傷したときは、履行の追完の請求、代金の減額の請求、損害賠償の請求及び契約の解除をすることができる（民法567条1項）。

#### 債権者に帰責事由がある場合
債権者の責めに帰すべき事由によって債務を履行することができなくなったときは、債権者は、反対給付の履行を拒むことができない（民法536条2項前段）。
この場合において、債務者は、自己の債務を免れたことによって利益を得たときは、これを債権者に償還しなければならない（民法536条2項後段）。例えば売主の引渡債務の目的物である不動産が焼失しても火災保険（損害保険）に入っていれば保険金がおりるが、債権者は焼失した不動産の代わりにこの保険金を自己に引き渡すことを請求することができる。つまり代償請求権が認められている。

### 旧制度

#### 旧制度での債務者主義
日本の民法は、ある債務が消滅することによって生じる結果のリスク（危険）は、その債務の債務者が負う（危険を負担する）という原則を採用した。旧536条1項は「当事者双方の責めに帰することができない事由によって債務を履行することができなくなったときは、債務者は、反対給付を受ける権利を有しない。」としていた。
2017年の改正前民法は、上記1の例のような場合（特定物に関する物権の設定または移転以外を目的とする双務契約）に適用され、歌手Aのイベントに出演するという債務が消滅し、これと対価関係にあるBの代金支払債務も消滅するとしていた。これによって消滅した債務の債務者（歌手A）は、本来ならば受け取れたはずの出演料（代金）を受け取れない、という意味でリスクを負担したことになる。

#### 例外としての債権者主義
2017年の改正前民法は、次のような場合には、例外として債権者主義（債権者が履行不能の危険を負担する）をとっていた。
1. 特定物についての物権の設定移転の場合 - 特定物に関する物権の設定又は移転を双務契約の目的とした場合において、その物が債務者の責めに帰することができない事由によって滅失し、又は損傷したときは、その滅失又は損傷は、債権者の負担に帰する（旧534条1項）[10]。
2. 停止条件付双務契約の目的物が債務者の責めに帰することができない事由によって損傷した場合(旧535条2項)
3. 債務や物の消滅について債権者に帰責性がある場合（旧536条2項）

上記2の例でいえば、買主Bが引渡し前に下見をした際に失火して、Aの別荘が消滅すれば、別荘引渡債務の債権者であるBの代金支払債務は存続する。このため、引渡債務の債権者Bは債務者Aから別荘の引渡しを受けられないにもかかわらず代金の3000万円は支払わなければならないという結論になる。この場合、消滅した債務の債権者（別荘の買主B）が、目的物が消滅したことによるリスクを負担したということになる。
しかし、旧534条は買主が何も引渡しを受けていないのに売主は代金を請求できるとしており極めて不当と批判されていた。また、旧535条1項の物の瑕疵と物の滅失の区別はローマ法に由来するものであるが、ほとんど支持されていなかった。旧535条2項の停止条件付双務契約で危険負担が問題になることはほとんどなく、それが判例で問題になった例もなかった。
2017年の改正民法で極めて不当と批判を受けていた旧534条と旧534条の特則になっていた旧535条は廃止され、536条も反対給付が消滅するのではなく債権者に反対給付の履行拒絶権を認める規定に変更された（2020年4月1日施行）。

## 日本の建設業における「危険負担」
日本の建設業においては、「危険負担」という概念そのものが、民法上の危険負担とは異なる概念として捉えられている。「土建請負契約にいう危険負担とは、工事の『受渡』にいたる間に請負人が工事において被った損害（なかんずく、不可抗力による損害）を、請負人又は注文者のいずれが負担すべきかという問題であって、必ずしも － いや、むしろほとんどすべての場合には － 請負人の履行不能に関するものではなくして、請負人の履行費用の負担に関するものである」というのが、建設業における「危険負担」の認識である。日本の建設業における「危険負担」には、民法上の危険負担である「履行不能における危険負担」のみならず、天災不可抗力による事情変更（設計変更）なども含まれる。そのような「危険負担」についての規定は、民法にも存在しない。
日本の建設業における「危険負担」に関し、建設業法第19条第1項には、建設工事請負契約の締結に際して書面に記載しなければならない事項として、以下の内容が掲げられている。
- 当事者の一方から設計変更又は工事着手の延期若しくは工事の全部若しくは一部の中止の申出があった場合における工期の変更、請負代金の額の変更又は損害の負担及びそれらの額の算定方法に関する定め
- 天災その他不可抗力による工期の変更又は損害の負担及びその額の算定方法に関する定め
- 価格等の変動若しくは変更に基づく請負代金の額又は工事内容の変更
- 工事の施工により第三者が損害を受けた場合における賠償金の負担に関する定め

## 履行危険
上述してきた危険負担の内容は、双務契約で片方の債務が消滅した場合のもう片方の債務（反対債務）の扱いという「双務契約の牽連性（存続上の牽連性）の問題」であった。これに対して、何をすれば・どの時点で債務者は引渡債務を完了したことになるのか（いつ引渡債務は消滅するのか）という意味で「危険負担」という言葉が用いられることもある。これは双務契約の牽連性の問題としての危険負担を論じる前段階である。よって両者を区別するため、この問題を履行危険と呼ぶ場合がある。国際取引契約におけるFOB（free on board、本船渡し）やCIF (cost, insurance and freight) において「物品が本船の船上に置かれたときに危険が移転する」といわれることがある。これは貿易などにおいて品物が船積されるときに、その品物が本船の船上に置かれた時点で売主は引渡債務を完了したことになる（よって船が沈没しても売主は再び品物を調達する必要はない）という意味であるが、ここでいう「危険」とは履行危険のことなのである。双務契約の牽連性の問題としての危険負担は、「船が沈没して引渡債務が履行不能となった場合、反対債務である代金債権の履行拒絶権が発生するかどうか」の問題であって、「引渡債務が完了したかどうか」という問題とは（密接に関わるものの）別の話である。